# Luis Carrero Blanco
Pour les articles homonymes, voir Blanco et Carrero.
Luis Carrero Blanco,  1er duc de Carrero Blanco, né le 4 mars 1903 à Santoña (Cantabrie) et mort assassiné le 20 décembre 1973 à Madrid, est un homme d'État et amiral espagnol, président du gouvernement du 9 juin au 20 décembre 1973.
Homme fort du régime franquiste, il est tué par le groupe révolutionnaire basque ETA quelques mois après avoir été nommé chef du gouvernement par le dictateur espagnol Francisco Franco.

## Biographie

### Origines et formation
Issu d’une famille de militaires, premier fils de Camilo Carrero Gutiérrez (1879-1936), lieutenant-colonel de l’armée, Carrero étudie au Colegio Manzanedo de Santoña puis rejoint l’école navale de San Fernando en 1918. Entre 1920 et 1921, il effectue un stage en Amérique du sud à bord d’un croiseur. Il participe ensuite à la Guerre du Rif (1924-1926). En 1935, il est nommé professeur à la Escuela de Guerra Naval (École de guerre navale) de Madrid.

### Guerre civile et Seconde Guerre mondiale
En 1936, quand éclate la Guerre d'Espagne, il se trouve derrière les lignes républicaines dans son école de Madrid. Pour éviter d'être arrêté par les forces gouvernementales après l'échec du soulèvement de la caserne de la Montana, il se réfugie dans les ambassades mexicaine puis française. Il doit ensuite traverser le front afin de rejoindre le « camp des rebelles », où il sert dans la marine pendant tout le conflit, occupant divers postes : officier sur le cuirassé Alfonso XIII, commandant du destroyer Huesca et du sous-marin General Sanjurjo (GS) (de classe General Mola (GM), mais en réalité italien, de classe Archimede, cédé par Mussolini aux franquistes).
En octobre 1938, il quitte le commandement de son sous-marin pour débarquer aux îles Canaries et devenir chef d’état-major de la division des croiseurs, poste qu’il occupe jusqu’à la fin du mois d'août 1939. Juste avant la fin du conflit, il devint chef des opérations de l’état-major général de la Marine.

Armoireries du Premier Duc de Carrero Blanco

Après la victoire franquiste et le début de la dictature de Francisco Franco, il devient l'un de ses plus proches collaborateurs et le directeur des opérations navales. En 1940, sollicité par le ministre de la Marine Moreno Fernandez, il écrit un rapport resté célèbre, qui préconise alors la neutralité espagnole. En effet, il expose à Franco que l'entrée en guerre de l'Espagne impliquerait la perte certaine des Îles Canaries, militairement indéfendables face à la marine britannique. Il justifie cette position par l'absence au sein de la marine espagnole d'un cuirassé de type Richelieu qui avait permis à la marine française de repousser l'expédition britannique à Dakar en septembre 1940, grâce à ses huit canons de 380 mm.  Il se déclare opposé au ralliement de l'Espagne à l'Axe Rome-Berlin durant la Seconde Guerre mondiale, contrairement aux Phalangistes, lui-même étant de sensibilité monarchiste[réf. nécessaire]. Cette position se concrétisera une fois devenu l’homme de confiance du dictateur Franco.
Grand ami du général français Maxime Weygand, il était le principal contact des Forces françaises libres (FFL) en Espagne et à ce titre n'hésita pas à informer ou aider la Résistance française. Il renseignait notamment les FFL et les Forces françaises de l'intérieur (FFI) sur la fiabilité des maquisards espagnols engagés auprès de la Résistance française, tout en sachant pertinemment que parmi ceux-ci se trouvaient des ennemis du franquisme. Il n'hésitait pas à faire nommer par le gouvernement franquiste certains Espagnols engagés auprès des Français, dont le capitaine Buiza[réf. nécessaire]
Il peut être ainsi considéré comme l'éminence grise de Franco pour avoir joué un rôle important, bien que non officlel, dans la maintien de la neutralité espagnole pendant le Seconde Guerre Mondiale.

### Carrière politique sous le gouvernement de Franco

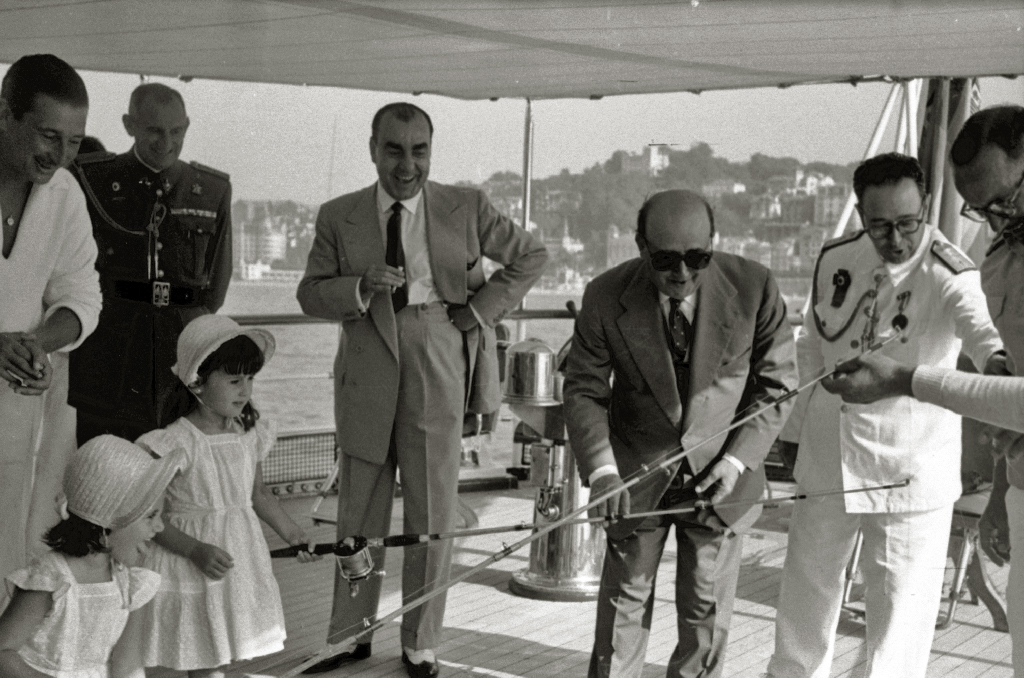
Luis Carrero Blanco (au centre), en compagnie de Franco (à sa gauche), 1963.

Ministre en 1957, vice-amiral en 1963 puis amiral en 1966, il est vice-président du gouvernement de 1967 à 1973. Particulièrement proche de Franco, il cherche à museler la Phalange et à écarter la possibilité d'un régime totalitaire dans lequel cette dernière aurait le monopole. 
Politiquement, il ne s'attache clairement à aucun parti, même si ses opinions catholiques très conservatrices le rapprochent de l’Opus Dei, qu’il favorise lors du remaniement gouvernemental de 1956. Il est vu comme hostile à la démocratie libérale et atteint sa plus haute position en étant nommé président du gouvernement le 8 juin 1973, faisant de lui le successeur de Franco et le positionnant comme son probable futur héritier politique,.

### Assassinat
Carrero Blanco est assassiné à Madrid le 20 décembre 1973 dans un attentat perpétré par quatre membres de l'ETA, organisation révolutionnaire marxiste basque d'extrême-gauche, qui font exploser une bombe, située dans un tunnel creusé sous la rue Claudio Coello, au passage de sa Dodge Dart GT 3700, lors de son retour de la messe à laquelle il avait assisté dans l'église Saint-François-de-Borgia (es). La voiture, non conçue pour résister à une attaque, s'envole dans l'explosion de la charge de 75 kg de dynamite par-dessus le toit de la maison jésuite jouxtant l'église et retombe dans son jardin intérieur. Outre Luis Carrero Blanco qui décède quelques heures plus tard à la clinique Francisco Franco, le chauffeur et un officier sont tués dans l'attentat. Le véhicule, qui n'a pas été désintégré et est resté d'un seul tenant, est conservé par le Musée de l'Armée à l'Alcazar de Tolède.
Cet attentat, nommé par l'ETA Operación Ogro (opération Ogre), « l'Ogre » étant le surnom donné à Carrero Blanco par ses opposants, constitue le principal coup porté par l'ETA à la dictature franquiste. Dans le communiqué revendiquant l'attentat, l'ETA explique que Carrero Blanco a été choisi comme cible parce qu'il constituait un élément essentiel à l'équilibre du franquisme — le récit de la préparation de l'attentat par des membres de l'ETA sera publié dans un livre, longtemps interdit et clandestin : Opération Ogro.
À la suite de l'attentat, les observateurs estiment que la mort de Blanco, symbole du franquisme et principal homme de confiance du chef de l'État, ruine toute chance pour le franquisme de se perpétuer après la mort de Franco. Cette idée fait rapidement son chemin dans l'opinion publique européenne puis espagnole, y compris dans les rangs du franquisme et de la famille royale.

## Dans la culture espagnole

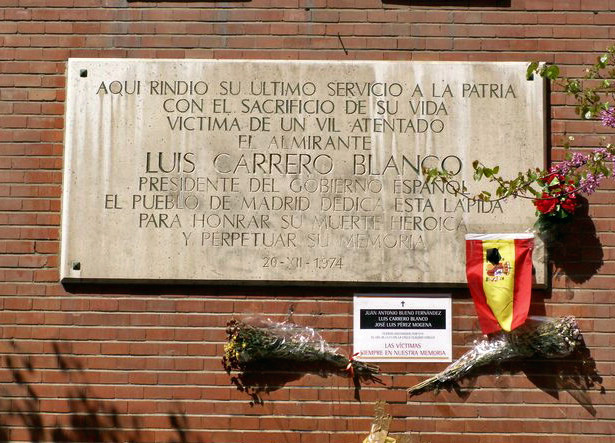
Plaque commémorative sur le lieu de l'attentat.

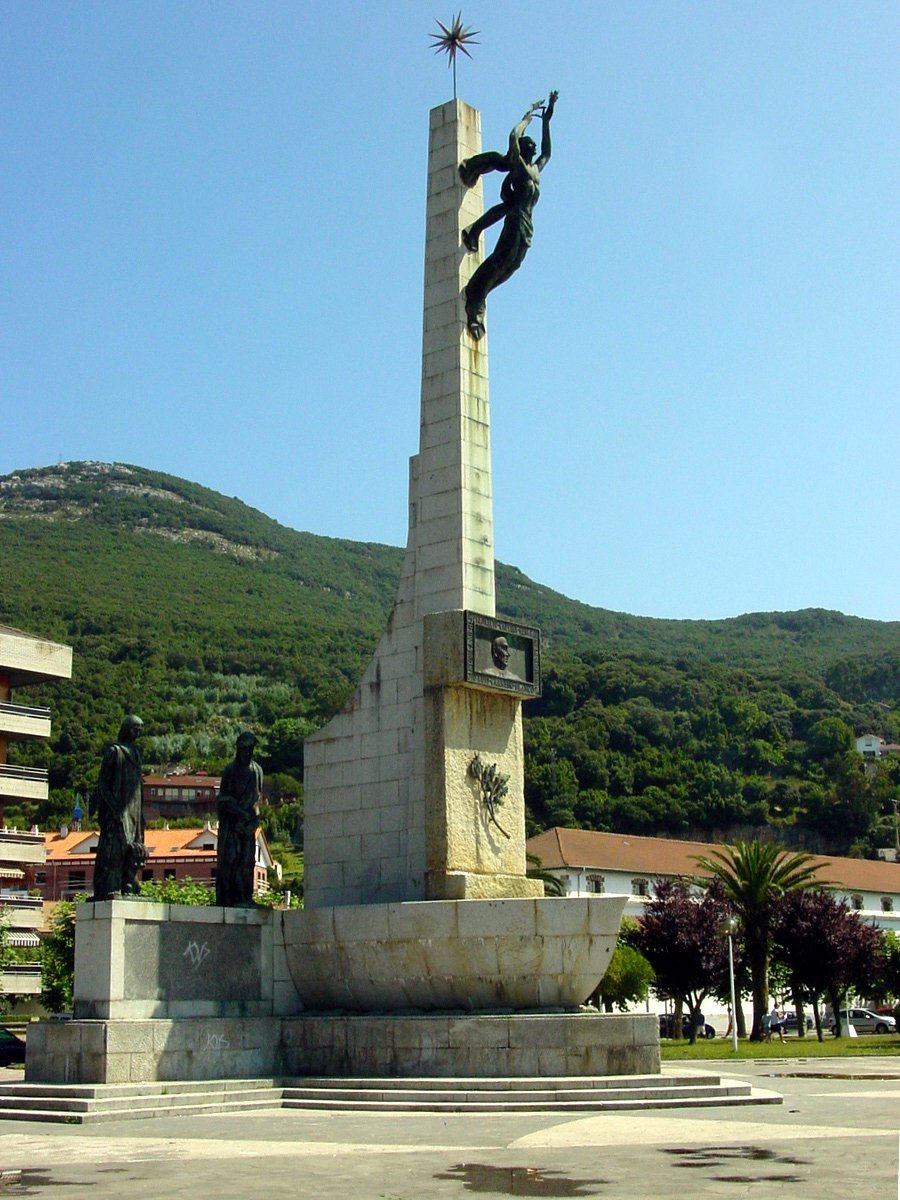
Monument commémoratif à Santoña.

La violence de l'explosion qui a coûté la vie à Carrero Blanco a donné naissance à un slogan largement scandé par les opposants au franquisme, avant et même après la mort de Franco : « Et hop ! Franco, plus haut que Carrero ! ».
Quant aux chansonniers de l'époque, ils plaisantent volontiers sous le manteau en posant avec malice la devinette : « Qui est né sur terre, a vécu sur les mers et est mort dans les airs ? », en référence à son grade d'amiral et aux circonstances de l'attentat.
De leur côté, de nombreux chauffeurs de taxi priés de rejoindre la rue de l'attentat demandent volontiers en retour « ¿A qué altura? », jeu de mots où « altura » signifie à la fois l'emplacement dans la rue (« À quel niveau ? ») et la hauteur. Une boutade populaire fait également de Carrero Blanco « le premier astronaute espagnol ».

## Au cinéma
- En 1979, Gillo Pontecorvo réalise un film sur l'attentat, avec Gian Maria Volontè : Opération Ogre.

- En 2010, dans son film Balada triste qui traite, entre autres, du franquisme qui a dirigé l'Espagne durant trente-six ans, Álex de la Iglesia mêle l'histoire et la fiction : le personnage principal, Javier le clown triste (Carlos Areces), assiste à l'attentat contre Blanco et est accusé à tort d'y avoir participé.

## Œuvres

### Sous son nom
- La Victoria del Cristo de Lepanto
- Arte naval militar. Tomo segundo. El buque de guerra (de la galera al portaaviones).
- España y el mar, Ed, Nacional, 1941
- Lepanto (1571-1971), Salvat Editorial/Alianza editorial, 1971.

### Sous le pseudonyme de Juan de la Cosa
- La gran baza soviética
- Las modernas Torres de Babel
- Comentarios de un espanol. Las tribulaciones de don Prudencio. Diplomacia subterranea.
- España ante el mundo. (Proceso de un aislamiento), Publicaciones Españolas, 1975.